# Gaetano Giardino
Gaetano Giardino, född 24 januari 1864, död 21 november 1935 i Turin, var en italiensk militär.
Giardino blev officer vid infanteriet 1882, överste 1914, generalmajor 1916, generallöjtnant 1917, armégeneral 1920 och marskalk av Italien 1926. Han tjänstgjorde från 1904 i generalstaben och var vid krigsutbrottet 1915 stabschef vid 4:e armékåren, blev 1916 chef för 48:e infanterifördelningen på Görtzfronten och blev 1917 armékårschef. Juni-november 1917 var han krigsminister och blev i april 1918 chef för 4:e armén, mend vilken han försvarade Monte Grappa och deltog i höstoffensiven. 1923 var han generalkommissarie för förvaltningen i Fiume.